# Перелом нижней челюсти
Перело́м ни́жней че́люсти — повреждение нижней челюсти с нарушением её целостности.

## Этиология
Этиология перелома нижней челюсти мало чем отличается от общей этиологии переломов костей.
- Травматические переломы: могут быть получены бытовым, спортивным, огнестрельным или другим способом.
- Патологический перелом: возникает при минимальном внешнем воздействии на патологически изменённую костную ткань.

## Патогенез
Неогнестрельные переломы происходят по «слабым линиям» кости и, как правило, являются двойными или тройными, что объясняется характерной подковообразной формой кости.
Патологические переломы обусловлены наличием заболеваний кости — хронического остеомиелита, злокачественных новообразований, фиброзного остита и других.

## Клиническая картина
Клиническая картина характеризуется болевым синдромом, смещением отломков, их подвижностью; нередко наблюдается видимая деформация челюстно-лицевой области. Кроме того, как правило, имеют место изменение прикуса, нарушения речи и жевания, обильное слюнотечение.
При переломе альвеолярной части определяющий симптом — нарушение артикуляции. Течение переломов может осложняться остеомиелитом и околочелюстной флегмоной. Рентгенограмма помогает уточнить локализацию и характер перелома. Своеобразие клинических проявлений во многом определяется локализацией перелома.
Огнестрельные переломы имеют более разнообразную локализацию, обычно сочетаются с ранением глаз, носа, других костей черепа, сопровождаются обильным носовым и ротовым кровотечением. Возможна аспирация крови, рвотных масс, зубов и другие осложнения (асфиксия, менингит).
Существуют типичные места переломов. Как правило, они находятся в тех местах, где кость испытывает наибольшую нагрузку, или там, где её прочность ниже. К наиболее распространённым переломам относятся:
- углы нижней челюсти (проекция третьих моляров);
- в проекции ментального отверстия;
- середина (центр) тела нижней челюсти;
- суставной отросток.

## Неотложная помощь
Неотложная помощь состоит из транспортной иммобилизации, остановки кровотечения, предупреждения асфиксии и противошоковых мероприятий. Транспортную иммобилизацию производят жёсткой подбородочной пращевидной повязкой. Для предупреждения асфиксии больного усаживают либо укладывают на бок.

## Лечение
Лечение перелома нижней челюсти заключается в сопоставлении отломков и их фиксации. Иммобилизация обеспечивается проволочными назубными шинами, проволочными или полимерными нитями, остеосинтезом металлическими стержнями, а также с помощью специальных аппаратов. Раны ушивают, при обширных дефектах накладывают проволочные пластиночные швы. Важно обеспечить питание больного высококалорийной пищей, вводимой с помощью поильника или чайной ложки. Для предотвращения травматического остеомиелита вводят антибиотики.

## Прогноз
При неосложнённых переломах и своевременном лечении целостность кости и функция нижней челюсти восстанавливаются в течение 3 — 4 недель. Переломы ветви, суставного или височного отростков нижней челюсти могут повлечь за собой стойкие функциональные нарушения.